# Société archéologique et historique de la Charente
La Société archéologique et historique de la Charente (SAHC) a été fondée à Angoulême, le 16 août 1844, par Eusèbe Castaigne et plusieurs érudits charentais.

## Historique
Dans la première moitié du XIXe siècle, des gens cultivés pour sauver voire réhabiliter des monuments anciens, décident de créer des associations d’étude et de sauvegarde du patrimoine. Ces actions sont encouragées dans chaque département par l’Inspection générale des monuments, fondée en 1830 où s'illustra Prosper Mérimée. La fondation de la Société archéologique et historique de la Charente a été précédée par les travaux d’érudition d’Eusèbe Castaigne, bibliothécaire et archiviste municipal à Angoulême, qui avait publié un Essai d’une bibliothèque historique de l’Angoumois rassemblant les sources imprimées et manuscrites des annales de la province et par la publication de la Statistique monumentale de la Charente de l'abbé Michon qui avait repéré tout ce qui pouvait offrir un intérêt historique ou artistique dans le département de la Charente.
Présidée par André Debénath, jusqu’à sa mort en juin 2016, Jacques Baudet lui a succédé.

## Objectifs et actions
Les collections de la société furent tout d'abord présentées au palais de justice d'Angoulême puis à l'hôtel de ville avant d'être installées à l'issue de la Seconde Guerre mondiale dans un vaste immeuble élevé sous la monarchie de Juillet et légué à la société par Jean George, collectionneur et ancien président. Cet immeuble qui abrite le musée de la société est situé 44 rue de Montmoreau à Angoulême.
La SAHC publie des bulletins et des mémoires depuis 1845 sur les principaux travaux scientifiques concernant l’archéologie ou l’histoire du département de la Charente. Cet ensemble qui s’étend sur 164 ans contribue à mieux faire connaître l’histoire locale, le patrimoine charentais et permet ainsi d'œuvrer pour sa défense et sa mise en valeur.
Depuis 165 ans, la Société archéologique et historique de la Charente, lors de ses séances, diffuse le résultat des recherches sur l’histoire régionale. Elle comprend actuellement environ 500 membres.
Elle possède une importante bibliothèque. Les archives destinées au public sont consultables aux archives départementales.

## Présidents
- 1844 : Eusèbe Castaigne (membre fondateur, il ne figure pas dans la liste des présidents éditée par la SAHC en 1900, il fut secrétaire de 1844 à 1859, vice-président de 1862 à 1864 puis vice-président honoraire jusqu'à son décès en 1866)
- 1844-1861 : Ch. de Chancel [5]
- 1862-1868 :Ernest Gellibert des Seguins[5]
- 1868-1877 : Gustave Babinet de Rencogne[5]
- 1877-1879 : J. Castaigne[5]
- 1879-1881, 1885-1886 : A.-F. Lièvre[5]
- 1881-1883, 1886-1890, 1896-1899 : Paul de Fleury[5]
- 1883-1885, 1894-1896, 1902-1904, 1909-1912 : G. Chauvet[5]
- 1890-1894, 1899-1902, 1907-1909, 1913-1917 : Daniel Touzaud[5]
- 1905-1907, 1920-1924, 1928-1929 : Jean Georges[6]
- 1926-1927, 1934-1935, 1940 : Robert Delamain
- 1947, 1948 : L. Burias
- 1948-1952 : Gustave Vallée
- -1952 : Ch. Daras
- 1953 : Léon Burias
- 1954 : H. Lacombe
- 1956, 1957 : Germain Gaborit
- 1959, 1960 : Chanoine Gaudin
- 1964 : Roger Facon
- -1967 : Joseph Piveteau
- 1968-1970, 1975-1977 : Pierre Dubourg-Noves
- 1971-1974 : Louis Duport
- 1978-1980 : Paul Lefrancq
- 1981-1983, 1993-1995 : Francine Ducluzeau
- 1984-1986, 1990-1992 : Jacques Baudet
- 1987-1989, 2001-2006 : Philippe Certin
- 1996-2000 : Francis Cordet
- 2007-2013 : Florent Gaillard-Gentilleau
- 2014-2016 : André Debénath
- 2016 de juin à octobre : José Gomez de Soto
- depuis 2016- : Jacques Baudet. Ses deux vice-présidents sont Florent Gaillard et José Gomez de Soto[4].

## Voir aussi

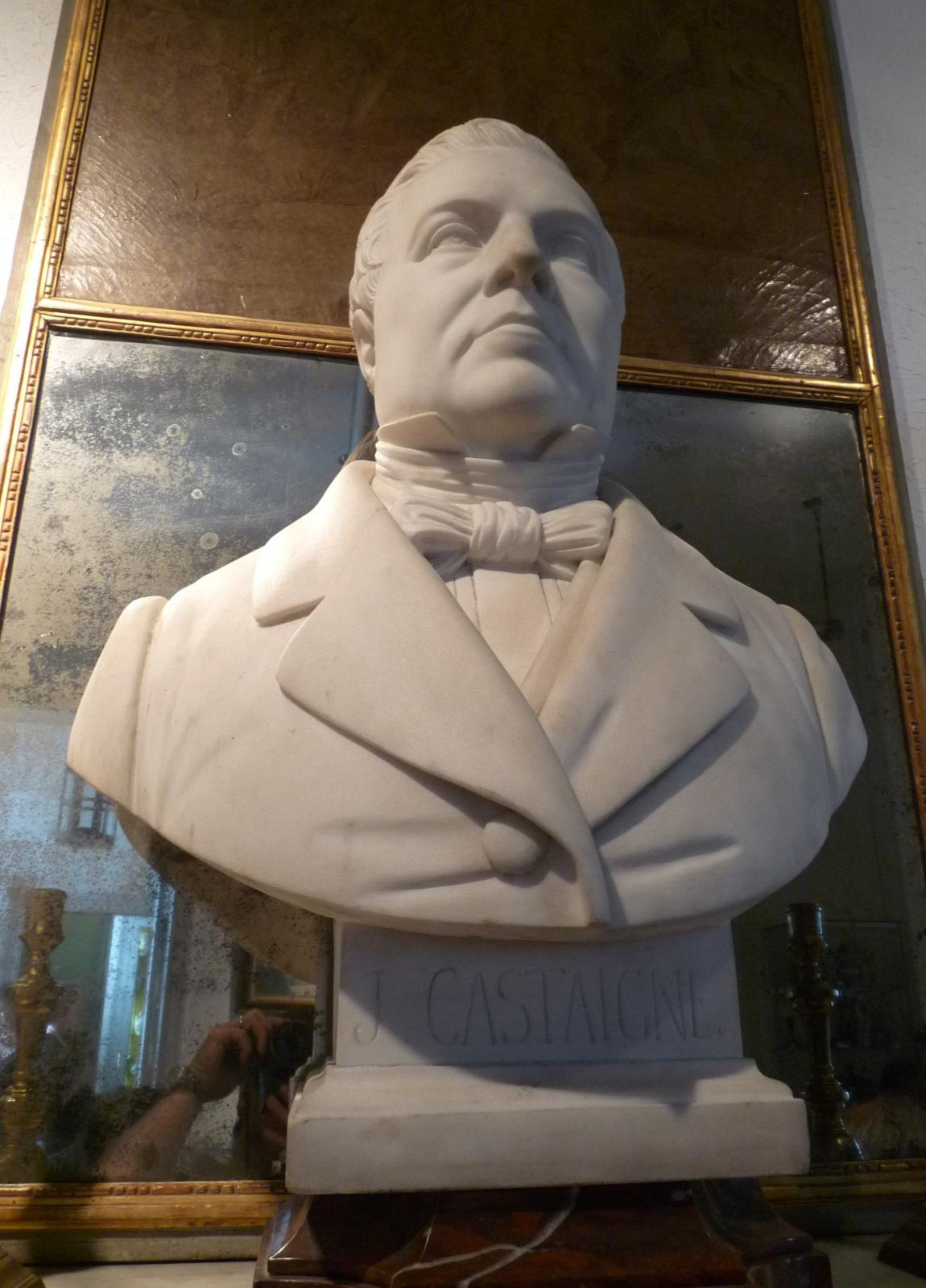
Le fondateur, Eusèbe Castaigne.